# Stenomacrus palustris
Stenomacrus palustris is een vliesvleugelig insect uit de familie van de gewone sluipwespen (Ichneumonidae). De wetenschappelijke naam van de soort is voor het eerst geldig gepubliceerd in 1858 door Holmgren.